# Scott Goodman
Scott Linton Goodman (* 20. August 1973 in Hobart) ist ein ehemaliger australischer Schwimmer. Er gewann bei Olympischen Spielen eine Bronzemedaille. Bei Kurzbahnweltmeisterschaften erschwamm er je eine Gold-, Silber- und Bronzemedaille.

## Karriere
Der 1,84 Meter große Goodman nahm 1991 an den Pan Pacific Swimming Championships in Edmonton teil und wurde Zwölfter über 200 Meter Schmetterling. Vier Jahre später in Atlanta siegte über 200 Meter Schmetterling sein Landsmann Scott Miller, Scott Goodman belegte den zweiten Platz. Ende 1995 fanden in Rio de Janeiro die Kurzbahnweltmeisterschaften 1995 statt. Dort siegte Scott Goodman vor Scott Miller. Beide erhielten auch eine Silbermedaille mit der 4-mal-100-Meter-Lagenstaffel, wobei Goodman im Vorlauf eingesetzt worden war und im Endlauf Scott Miller auf der Schmetterlingslage antrat. 1996 bei den Olympischen Spielen in Atlanta schwamm Goodman nur die 200 Meter Schmetterling. Er qualifizierte sich mit der schnellsten Vorlaufzeit. Im Finale siegte der Russe Denis Pankratow vor Tom Malchow aus den Vereinigten Staaten. Vier Hundertstelsekunden hinter Malchow schlug Scott Goodman als Dritter an.
1997 wurde Goodman im April Dritter über 200 Meter Schmetterling bei den Kurzbahnweltmeisterschaften in Göteborg hinter James Hickman aus dem Vereinigten Königreich und dem Ukrainer Denys Sylantjew. Bei den Pan Pacific Swimming Championships in Fukuoka lagen mit Ugur Taner und Tom Malchow zwei Schwimmer aus den Vereinigten Staaten auf den ersten beiden Plätzen über 200 Meter Schmetterling, Goodman wurde auch hier Dritter. Goodman wurde in Fukuoka außerdem Fünfter über 100 Meter Schmetterling und gewann mit der Lagenstaffel die Silbermedaille. 1998 erreichte Goodman bei den Weltmeisterschaften in Perth das Finale mit der fünftschnellsten Vorlaufzeit, wurde aber im Endlauf disqualifiziert. 1999 wurde Goodman bei den Kurzbahnweltmeisterschaften in Hongkong noch einmal Fünfter über 200 Meter Schmetterling.